# تیرسیاس
تیرِسیاس (به انگلیسی: Tiresias)، در اسطوره‌های یونان پسر اورس و خاریکلو است.
در جوانی دو مار نر و ماده را در حال جفت‌گیری دید، مار ماده را کشت و بلافاصله به زن تبدیل شد. هشت سال بعد مار نر را کشت و دوباره به ظاهر مرد درآمد. هرا و زئوس در بحث خود بر سر لذت جنسی زن و مرد او را داور قرار دادند و او گفت که لذت جنسی زن بیشتر است. هرا او را کور کرد و زئوس به او قدرت پیشگویی بخشید. او سرنوشت نارکیسوس و اودیپ را پیشگویی کرد.